# Lorenzo Lorusso
Lorenzo Lorusso OP (* 25. März 1967 in Bari, Italien) ist ein römisch-katholischer Ordensgeistlicher.

## Leben
Lorenzo Lorusso trat der Ordensgemeinschaft der Dominikaner bei und legte 1990 die Profess ab. Er empfing am 22. Juli 1995 das Sakrament der Priesterweihe. Im gleichen Jahr erwarb er am Katholischen Institut von Toulouse ein Lizenziat im Fach Katholische Theologie. 1997 erwarb Lorusso am Päpstlichen Orientalischen Institut in Rom ein Lizenziat im Fach Kirchenrecht. Lorenzo Lorusso wurde 1999 am Päpstlichen Orientalischen Institut im Fach Kirchenrecht promoviert.
Anschließend war Lorusso Professor für Kirchenrecht am Päpstlichen Orientalischen Institut. 2012 wurde er zudem Rektor der Basilika San Nicola in Bari. Seit 2008 ist Lorenzo Lorusso Konsultor des Päpstlichen Rates für die Gesetzestexte und seit 2014 Konsultor der Kongregation für die orientalischen Kirchen.
Papst Franziskus ernannte ihn am 15. November 2014 zum Untersekretär der Kongregation für die orientalischen Kirchen. Diese Funktion übte Lorusso bis November 2019 aus. Am 6. August 2021 berief ihn Papst Franziskus zum Konsultor der Kongregation für die orientalischen Kirchen.